# 교황 히지노
교황 히지노(라틴어: Hyginus, 이탈리아어: Igino)는 제9대 교황(재위: 136년/138년 - 140년/142년)이다.
히지노는 그리스어로 ‘건강한’이란 뜻이다. 《교황 연대표》에 의하면, 히지노는 아테네 태생의 그리스인이었으며, 성직자가 되기 전에는 철학자로 있었다. 기독교 전승에 따르면, 히지노는 성직자들의 각종 특권을 제정하고 교계제도를 설정했다고 전해진다.
히지노는 처음으로 물질을 악으로 취급하는 영지주의에 대항해서 싸운 것으로 알려졌다. 이레네오가 증언한 바에 따르면(《모든 이단에 반대하여》 III, iii), 영지주의자 발렌티누스가 교황 히지노 시대에 로마를 방문하여 교황 아니체토가 선출될 때까지 활동했다고 한다. 또다른 영지주의자이자 마르키온의 스승인 케르도 역시 교황 히지노 시대에 로마에서 활동했던 것으로 알려졌다. 이들은 자신들이 이단에 빠졌음을 시인하고 종래의 주장을 철회함으로써 다시 교회 안에 들어올 수 있었지만, 나중에는 결국 다시 이단에 빠져서 교회로부터 파문을 당하고 축출되었다. 교황 히지노의 재위기간에 이러한 일들이 얼마나 많이 일어났는지에 대해서는 알려져 있지 않다.
히지노가 순교자로서 선종했는지 여부에 대해서는 전혀 확인된 바가 없다. 히지노의 시신은 바티칸 언덕에 있는 초대 교황 성 베드로의 무덤 인근에 안장되었다. 사후 성인으로 시성되었으며, 축일은 1월 11일이다.

## 같이 보기
- 교황 목록